# Poecilipta janthina
Poecilipta janthina là một loài nhện trong họ Corinnidae.
Loài này thuộc chi Poecilipta. Poecilipta janthina được Eugène Simon miêu tả năm 1896.